# Мидлпорт (Њујорк)
Мидлпорт (енгл. Middleport) град је у америчкој савезној држави Њујорк.

## Демографија
По попису из 2010. године број становника је 1.840, што је 77 (-4,0%) становника мање него 2000. године.
| Група             | 2000.         | 2010.         |
| Белци             | 1.843 (96,1%) | 1.727 (93,9%) |
| Афроамериканци    | 16 (0,8%)     | 9 (0,5%)      |
| Азијати           | 9 (0,5%)      | 7 (0,4%)      |
| Хиспаноамериканци | 34 (1,8%)     | 47 (2,6%)     |
| Укупно            | 1.917         | 1.840         |